# Barłomino
Barłomino (dodatkowa nazwa w j. kaszub. Barłomino) – wieś królewska kaszubska w Polsce, położona w województwie pomorskim, w powiecie wejherowskim, w gminie Luzino. Wieś jest siedzibą sołectwa Barłomino, w którego skład wchodzi również Ludwikówko i Sąpowskie.
| SIMC    | Nazwa      | Rodzaj    |
| ------- | ---------- | --------- |
| 0166841 | Ludwikówko | część wsi |
| 0166858 | Sąpowskie  | część wsi |

Wieś królewska w powiecie mirachowskim w województwie pomorskim w II połowie XVI wieku. W latach 1975–1998 miejscowość administracyjnie należała do województwa gdańskiego.
Podczas zaboru pruskiego wieś nosiła nazwę niemiecką Barlomin. Podczas okupacji niemieckiej nazwa Barlomin w 1943 została przez nazistowskich propagandystów niemieckich (w ramach szerokiej akcji odkaszubiania i odpolszczania nazw niemieckiego lebensraumu) zweryfikowana jako zbyt kaszubska i przemianowana na nowo wymyśloną i bardziej niemiecką – Barmeln.

## Zabytki
- oficyna dworska z końca XIX w. (obecnie Szkoła Podstawowa im. ks. Jana Twardowskiego, ul. Szkolna)[8]
- stajnia przydworska z końca XIX w. (obecnie tartak, ul. Szkolna)[9]
- park dworski z II połowy XIX w. (ul. Szkolna)[9]
- cmentarz ewangelicki z II połowy XIX w. (w lesie, dojazd od ul. Parkowej)[9]

## Turystyka
W miejscowości znajduje się szlak pieszy i rowerowy, tzw. Bruk Barłomiński, biegnący dawną Via Regią.